# The Hasty Heart
The Hasty Heart is een Brits-Amerikaanse oorlogsfilm uit 1949 onder regie van Vincent Sherman. Het scenario is gebaseerd op het gelijknamige toneelstuk uit 1945 van de Amerikaanse auteur John Patrick. Destijds werd de film in Nederland uitgebracht onder de titel De laatste reis.

## Verhaal
Zes gewonde soldaten bevinden zich op het eind van de Tweede Wereldoorlog in een veldhospitaal in Birma. Een ervan is een norse Schotse korporaal, die zich afzijdig houdt van de andere patiënten. De legerarts vraagt zijn patiënten om vriendelijk te zijn tegen hem, omdat hij maar één nier heeft en binnenkort zal sterven.

## Rolverdeling
| Acteur                 | Personage              |
| ---------------------- | ---------------------- |
| Ronald Reagan          | Yank                   |
| Patricia Neal          | Zuster Parker          |
| Richard Todd           | Lachie                 |
| Anthony Nicholls       | Luitenant-kolonel Dunn |
| Howard Marion-Crawford | Tommy                  |
| Ralph Michael          | Kiwi                   |
| Orlando Martins        | Blossom                |
| John Sherman           | Digger                 |
| Alfie Bass             | Ordonnans              |

## Prijzen en nominaties
| Jaar | Prijs  | Categorie                 | Genomineerde(n) | Uitslag     |
| ---- | ------ | ------------------------- | --------------- | ----------- |
| 1949 | Oscars | Beste mannelijke hoofdrol | Richard Todd    | Genomineerd |